# Don't Stop 'til You Get Enough
"Don't Stop 'til You Get Enough" er den første single fra Michael Jacksons album, Off the Wall, udgivet i 1979. Sangen blev komponeret og skrevet af Jackson i 1978. Quincy Jones var producenten. 20. februar 2006 blev sangen genudgivet som single, som en del af Visionary - The Video Singles.
| Musik | Spire Denne musikartikel er en spire som bør udbygges. Du er velkommen til at hjælpe Wikipedia ved at udvide den. |